# ダニエル・アーランドソン
ダニエル・アーランドソン（Daniel John Erlandsson, 1976年5月22日 - ）は、スウェーデン出身のヘヴィ・メタル・ドラマー。アーチ・エネミーなどで活動。

## 略歴

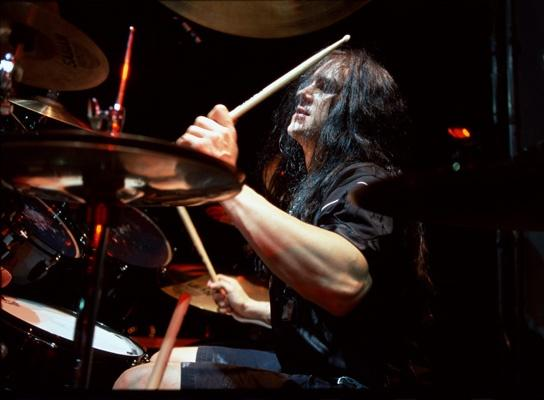
兄 エイドリアン・アーランドソン

兄エイドリアン・アーランドソンの影響でドラムを始める。エイドリアンは「アット・ザ・ゲイツ」や「ザ・ホーンテッド」「クレイドル・オブ・フィルス」で活動していた名手である。
1989年、Veddige出身のメロディックデスメタル・バンド「ユーカリスト」に加入。「ユーカリスト」は1991年に一度解散するがすぐに再結成し、1993年に「ウロング・アゲイン・レコード」から『A Velvet Creation』をリリースしデビューする。しかし、各メンバーが様々なバンドに参加するようになり、ユーカリストはデビューから間もなく解散する。ダニエルは解散後の1994年に「イン・フレイムス」のミニ・アルバム『Subterranean』の2曲に参加している。更に、同年には「アット・ザ・ゲイツ」のメンバーの多くが参加していたことのあるLiers in Waitに参加。翌年、バンド名が変更されDiaboliqueとなっても在籍したが音源には参加せず同年に脱退。同じく1994年に、デスラッシュバンドの「The End」を結成。しかし、音源は残さず1997年に解散した。
1995年には、メロディックデスメタル・バンド「アーチ・エネミー」のデビューアルバム『Black Earth』にゲストで参加をする。そして再々結成した「ユーカリスト」に復帰し、2ndアルバム『Mirrorworlds』をリリースするが、1998年に解散した。
同年「アーチ・エネミー」内で、2ndアルバムのレコーディング中にピーター・ウィルドアー(Ds)が脱退。自身が後任として正式に加入した。以後、同バンドをメインとして活動していく。

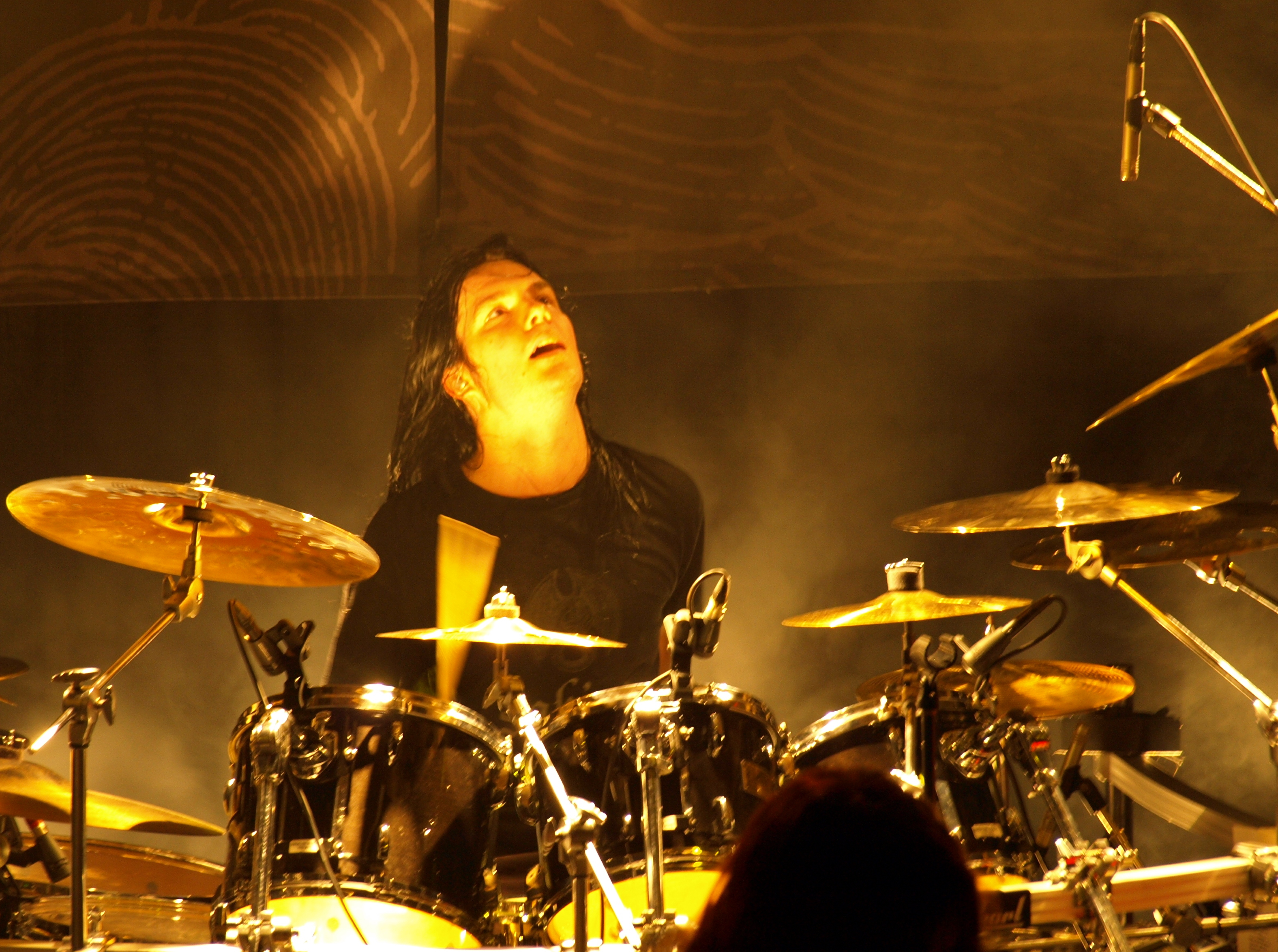
アーチ・エネミー在籍時 (2008年)

2000年からは、「アーチ・エネミー」の同僚クリストファー・アモットのサイド・プロジェクト、アルマゲドンにも参加した。また、2007年にカーカスが再結成する際、元ドラマーのケン・オーウェンが健康上の問題で復帰できなかったため、ダニエルが加入する。しかし、2012年に、アーチ・エネミーでの活動に専念したいという意向から、マイケルと共にカーカスを脱退した。
また、時期は不明で音源には参加していないが、ヘヴィメタル／グルーヴ・メタル・バンドのRevengiaに参加していた時期がある。
2008年につのだ☆ひろのドラムクリニックにゲストとして呼ばれ来日。つのだ☆ひろとの対談も果たしている。

## スタイル
ブラストビートなど速くて正確なドラミングを得意とし、頻繁にテンポチェンジする曲でも演奏が乱れることはない。ドラマーとしての腕前は非常に高く評価されている。
また、ドラムの他にギターも演奏することが出来、作曲面でもバンドに貢献しているマルチプレイヤーである。マイケル・アモット曰く「なかなかの腕前で、普段ギタリストが考え付かないフレーズを弾く」とのこと。アーチ・エネミー初期は作曲にクレジットされることは少なく、それほど作曲には携わっていなかったようであるが、近年は作曲クレジットに名前が載ることも多くなっている。
使用楽器は、日本の『パール』社製のシグネチャーモデルなど。